# Músculo palmaris profundus
 El músculo palmaris profundus (también conocido como musculus comitans nervi mediani  o palmaris bitendinoso ) es una variante anatómica rara en el compartimento anterior del antebrazo. Fue descrito por primera vez en 1908. Por lo general, se encuentra incidentalmente en disección cadavérica o cirugía.

## Estructura
Pirola y al. clasificó el músculo en subtipos según su origen: (1) desde el radio, (2) desde el fascículo flexor superficial de los dedos y (3) desde el cúbito . Sin embargo, se informaron otros orígenes del músculo, incluido el epicóndilo medial del húmero, el palmaris largo y el flexor largo del pulgar . Corre profundamente hacia el pronador redondo y lateral al flexor superficial de los dedos. Su tendón pasa por debajo del retináculo flexor a través del túnel carpiano antes de ensancharse para insertarse en la parte profunda de la aponeurosis palmar. 
En muchos casos, el músculo está contenido dentro de la misma vaina fascial que el nervio mediano. Para indicar esta asociación, a menudo se usa el término musculus comitans nervi mediani .  También puede denominarse palmaris bitendinosus cuando se origina en el palmaris longus. Puede considerarse una variación del palmaris longus, sin embargo, puede existir además del palmaris longus. Si ambos coexisten, el palmaris profundo aberrante tiende a ser el más profundo.
El suministro nervioso al palmaris profundo varía. Se informaron inervaciones por el nervio mediano, el nervio interóseo anterior o el nervio cubital.
La función del palmaris profundo es similar al palmaris largo. Es un flexor de la muñeca. 

## Significación clínica
La presencia del palmaris profundo a menudo se asocia con la compresión del nervio mediano y el síndrome del túnel carpiano, ya que el espacio disponible para el nervio mediano disminuye debido a la presencia de un tendón adicional. También puede complicar la liberación quirúrgica del túnel carpiano.
Puede comprimir el nervio interóseo anterior, una rama motora del nervio mediano, causando una afección llamada síndrome del nervio interóseo anterior .